# Willow (videojuego de arcade)
Willow es un juego de arcade de 1989 de Capcom. Capcom publicó dos juegos diferentes en 1989 basados en la película de 1988 del mismo nombre. La versión de arcade es un juego de plataformas, mientras que la versión de Nintendo Entertainment System es un juego de rol de acción.

## Jugabilidad
Willow es un videojuego de plataformas de desplazamiento lateral run and gun. El juego sigue la trama de la película: La malvada reina bruja Bavmorda está tras la bebé sagrada de las tierras, Elora Danan, con la intención de destruirla. Un joven mago pacífico llamado Willow Ufgood fue seleccionado para proteger a Elora. Más tarde, un valiente guerrero llamado Madmartigan se une a Willow para luchar contra el enemigo rival, el general Kael. Bavmorda es la antagonista final al que se enfrentan. La versión arcade del juego pertenece al género de plataformas. Tiene seis niveles, algunos en los que Willow es protagonista, otros protagonizados por Madmartigan, y uno de los niveles en el que se puede seleccionar cualquiera de los personajes. Madmartigan es un personaje cuerpo a cuerpo que solo puede luchar a corta distancia, mientras que Willow ataca con proyectiles.
Los niveles consisten en Crossroad, Cherlindrea's Forest, Fin Raziel's Island, Sorsha's Camp, Tir Asleen Castle y Nockmaar Castle. Cada nivel deberá completarse en un tiempo determinado. Los enemigos derrotados dejarán caer monedas que el jugador puede recolectar para comprar cosas en las tiendas. Dependiendo de si el jugador juega como Willow o Madmartigan, los ataques serán explosiones mágicas o golpes de espada. El ataque de Madmartigan tiene menos alcance que el de Willow, pero puede destruir proyectiles enemigos. Ambos pueden comprar mejoras de ataque en las tiendas. Las mejoras de Madmartigan le dan mayor poder y alcance, mientras que las mejoras de Willow son mucho más versátiles. Con cada mejora, sus explosiones regulares se volverán más poderosas, y las mejoras reales se utilizan manteniendo presionado el botón de ataque y soltándolo cuando el medidor en la parte inferior de la pantalla llegue a un cierto punto. Las siguientes son sus mejoras mágicas:
- Moonlight: envía una explosión en forma de medialuna hacia adelante, que se divide en rayos más pequeños al impactar, dañando a los enemigos en su camino.
- Tornado: envía una explosión en forma de tornado hacia adelante y en un ángulo ligeramente ascendente.
- Gold: derrota a la mayoría de los enemigos normales en pantalla; las monedas que suelten valdrán el doble de su valor normal.
- Time: congela a todos los enemigos normales y sus proyectiles durante unos segundos, tiempo durante el cual Willow es invencible (parpadeará en azul).
- Explosive: envía cascadas de explosiones tanto hacia adelante como hacia atrás de Willow.
- Crystal: envía una barrera circular alrededor de Willow, dañando a los enemigos en su camino; esta es la única magia de Willow que puede destruir proyectiles.

## Desarrollo y lanzamiento
Willow for arcades está basado vagamente en la película de fantasía heroica del mismo nombre de Ron Howard. A pesar de que la película no tuvo un buen desempeño en taquilla, generó varios videojuegos y productos relacionados. Capcom produjo dos videojuegos basados en la película de 1988, uno fue un juego de arcade y el otro un juego de rol de acción para Nintendo Entertainment System. El juego era parte de una estrategia más amplia de Capcom en ese momento para atraer a una audiencia más amplia mediante el uso de personajes establecidos de otros medios, ya que el director Yoshiki Okamoto declaró que sus personajes originales podrían ser demasiado específicos, citando títulos basados en Area 88 y Destiny of an Emperor como parte de este plan.
Willow fue lanzado por Capcom en Japón en junio de 1989 y América del Norte en septiembre del mismo año, así como en Europa, utilizando la placa CPS. Se planeó y se adelantó una versión para Capcom Power System Changer, pero nunca se lanzó. Los periodistas de videojuegos han señalado que, debido al acuerdo de licencia y al hecho de no pensar que los juegos se jugarían años después del lanzamiento, sería poco probable que Capcom volviera a lanzar el juego. El título no se incluyó en el sistema de juego plug and play Capcom Home Arcade.

## Recepción
En Japón, Game Machine lo incluyó en su edición del 15 de julio de 1989 como el segundo juego arcade más popular en ese momento. En América del Norte, fue considerado un título exitoso para la CPS, y el vicepresidente de ventas y marketing de Capcom, Bill Cravens, dijo que «U.N. Squadron y Willow fueron grandes éxitos». Willow fue bien recibido por los críticos desde su lanzamiento en los arcades, con múltiples críticos elogiando los gráficos del juego en aquel entonces.
Múltiples críticos notaron que se juega de manera similar a Ghosts 'n Goblins, otro juego del mismo desarrollador. Retro Gamer notó que tenía un diseño de niveles similar y muertes que fueron descritas como «baratas» diseñadas para hacer que los jugadores gastaran monedas en el arcade. Dado que el juego nunca fue porteado a una consola doméstica, sugirieron comprar Ghouls 'n Ghosts para Sega Mega Drive como alternativa. Gary Whitta de The One aclamó los gráficos tanto de los personajes como de los fondos, y señaló que los sprites de los personajes se parecían a los de la película. Sin embargo, Whitta creía que la jugabilidad era limitada y que atraería principalmente a los fanáticos de la película durante un corto periodo de tiempo.
Los críticos retrospectivos también elogiaron al juego. La revista Go Play, centrada en PlayStation Portable, reseñó a Willow junto con The Punisher y Cadillacs and Dinosaurs y los calificó como «algunos de los mejores juegos de CPS1 que es poco probable que juegues en una compilación de Capcom». Stefano Castelli de IGN Italia elogió al juego en 2019 y dijo que deseaba que el juego hubiera sido porteado a las consolas domésticas.